# Fritz Butschkau
Fritz Butschkau (* 13. März 1901 in Wilmersdorf bei Berlin; † 10. Oktober 1971 in Düsseldorf) war ein deutscher Bankmanager.

## Werdegang
Butschkau kam als Sohn eines Bankbeamten zur Welt. Er studierte vier Semester an der Handelshochschule Berlin und dann bis 1925 Wirtschaftliche Staatswissenschaften an der Friedrich-Wilhelm-Universität.
Er begann als Verbandsreferent beim Rheinischen Sparkassen- und Giroverband in Düsseldorf und übernahm im August 1931 die Leitung der Filiale der Deutschen Girozentrale (DGZ) in Köln. Zuvor hatte er als Verbandsreferent im Juli 1931 an einem Gespräch teilgenommen, in welchem die Entscheidung zur Umwandlung der Kölner Landesbankzweigstelle in eine Filiale der DGZ fiel. In dieser Besprechung lernte Butschkau Konrad Adenauer kennen, damals Oberbürgermeister von Köln und Verwaltungsratsvorsitzender der Landesbank der Rheinprovinz. Butschkau trat zum 1. Mai 1933 der NSDAP bei (Mitgliedsnummer 2.139.281).
Im April 1935 wechselte er als ordentliches Vorstandsmitglied zur neu gegründeten Rheinischen Girozentrale und Provinzialbank. 1951 wurde er dort Vorstandsvorsitzender und Präsident der Arbeitsgemeinschaft Deutscher Sparkassen- und Giroverbände, aus der 1953 der Deutsche Sparkassen- und Giroverband mit Butschkau an der Spitze hervorging. Er blieb bis zu seiner Pensionierung im Juni 1968 Vorstandsvorsitzender der Rheinischen Girozentrale.
Auf europäischer Ebene war er von 1958 bis 1966 Mitglied des Wirtschafts- und Sozialausschusses der EWG und von 1963 bis 1966 Leiter der EWG-Sparkassenvereinigung.

## Ehrungen
- 1966: Großes Verdienstkreuz mit Stern der Bundesrepublik Deutschland

## Veröffentlichungen
- Aufbauwille und Leistung der deutschen Sparkassen. Stuttgart: Sparkassenverlag, 1950
- Die Sparkasse im Wandel von Wirtschaft und Gesellschaft, Stuttgart 1963